# Orcinas
Orcinas là một xã thuộc tỉnh Drôme trong vùng Auvergne-Rhône-Alpes ở đông nam nước Pháp. Xã Orcinas nằm ở khu vực có độ cao từ 456-802 mét trên mực nước biển.